# Kirkaldykra apis
Kirkaldykra apis är en insektsart som först beskrevs av Irena Dworakowska 1969.  Kirkaldykra apis ingår i släktet Kirkaldykra och familjen dvärgstritar. Inga underarter finns listade i Catalogue of Life.